# Saint-Martin-d'Heuille
Saint-Martin-d'Heuille là một xã của tỉnh Nièvre, thuộc vùng Bourgogne-Franche-Comté, miền trung nước Pháp.